# Julian Wendorff
Julian Wendorff (ur. 1795 w Nowogródku, zm. 1841 w Słucku), prawnik polski, adwokat.

## Życiorys
Pochodził z niezamożnej szlachty, był synem Zygmunta i Zofii z Sągajłów. Zygmunt Wendorff urodził się w 1760 (lub 1770) na Podlasiu i po odbyciu praktyki u nowogródzkiego adwokata Rewieńskiego wpisany został do miejscowej palestry. Nie było mu dane wykonywać obowiązków zawodowych bez zakłóceń, kilkakrotnie zmuszały go do opuszczania Nowogródka wydarzenia polityczne, miał też kłopoty osobiste z młodszym bratem Ignacym, kształcącym się bez odpowiedniego zaangażowania do zawodu adwokackiego. W połowie lat 90. XVIII wieku osiadł w Słucku, gdzie choroba zmusiła go do wycofania się z praktyki adwokackiej. Zajął się wówczas dzierżawą ziemską, ale niebawem zmarł (ok. 1797). Oprócz syna Juliana miał córkę Ewę, zamężną Felińską, autorkę Pamiętników z życia (1856); wyszła ona za mąż za Gerarda Felińskiego, brata poety Alojzego Felińskiego, była matką późniejszego arcybiskupa warszawskiego Zygmunta Szczęsnego Felińskiego.
Julian Wendorff ukończył z wyróżnieniem 7-klasową szkołę w Słucku i, kierując się realiami życiowymi, które zapewniały utrzymanie ubogiemu szlachcicowi z praktyki adwokackiej, poszedł w ślady ojca. Jak wynika z pamiętników siostry, nie był to wybór zawodu z zamiłowania, ale Wendorff okazał się pilnym i dokładnym prawnikiem. Dogłębnie zapoznał się ze statutami litewskimi, które "umiał niemal na pamięć" (Z. Zalewski). Przygotował wybór przepisów, dotyczących najczęściej spotykanych przypadków, który pod nazwą "Statutu wendorffowskiego" okazał się popularnym podręcznikiem współczesnej mu palestry. Wendorff znał także dobrze prawo rzymskie i inne prawodawstwa, pozostające w związku ze statutami litewskimi.
Prowadził m.in. głośną sprawę o ustalenie stanu mieszczańskiego mieszkańców Słucka. Występował w obronie mieszczan, których okoliczna szlachta usiłowała przypisać do chłopów pańszczyźnianych i obłożyć związanymi z tym obciążeniami. Wendorff na potrzeby tej sprawy przez kilka miesięcy badał dokumenty w Archiwum Radziwiłłowskim w Wilnie, czego efektem okazała się ogłoszona drukiem "Obrona", zawierająca dokumenty wcześniej nieznane lub mało znane. Praca ta, według pamiętników Ewy Felińskiej, była jasna, zwięzła i fachowa, o niepospolitej wartości; odbiorcom rzucało się w oczy, że "pisał ją nie prosty jurysta, ale pisarz obszerniejszych pojęć historycznych i wyższych zdolności". Szczycąc się Wendorffem jako absolwentem szkoły w Słucku, kierownictwo placówki miało ofiarować egzemplarz "Obrony" hrabiemu Zamoyskiemu w czasie jego wizytacji.
Niemal całe życie Wendorff spędził w Słucku, nie zakładając rodziny. Praktykę odbył u adwokata nieznanego z nazwiska, potem prowadził własną kancelarię. Praktykę miał rozległą, chociaż zdarzało mu się prowadzić sprawy bez wynagrodzenia, ze względu na przyjaźń czy choćby znajomość z klientem. Jego pasją była muzyka, był utalentowanym skrzypkiem, koncertującym niekiedy ze znanymi muzykami europejskimi w czasie ich pobytu w Słucku. Chorowity, często cierpiał na bóle migrenowe; zmarł w wieku 46 lat w 1841 w Słucku. Obie opublikowane prace Wendorffa, "Statut wendorffowski" i "Obrona", nie zachowały się.